# Grand Prix Formule 1 van Bahrein 2025
De Grand Prix Formule 1 van Bahrein 2025 werd verreden op 13 april op het Bahrain International Circuit bij Sakhir. Het was de vierde race van het seizoen.

## Vrije trainingen

### Uitslagen
- Enkel de top vijf wordt weergegeven.

| Vrije training 1 | Pos. | Nr. | Coureur         | Constructeur      | Tijd     |
| ---------------- | ---- | --- | --------------- | ----------------- | -------- |
| Vrije training 1 | 1    | 4   | Lando Norris    | McLaren-Mercedes  | 1:33.204 |
| Vrije training 1 | 2    | 10  | Pierre Gasly    | Alpine-Renault    | 1:33.442 |
| Vrije training 1 | 3    | 44  | Lewis Hamilton  | Ferrari           | 1:33.800 |
| Vrije training 1 | 4    | 23  | Alexander Albon | Williams-Mercedes | 1:33.928 |
| Vrije training 1 | 5    | 31  | Esteban Ocon    | Haas-Ferrari      | 1:34.184 |
| Vrije training 2 | Pos. | Nr. | Coureur         | Constructeur      | Tijd     |
| Vrije training 2 | 1    | 81  | Oscar Piastri   | McLaren-Mercedes  | 1:30.505 |
| Vrije training 2 | 2    | 4   | Lando Norris    | McLaren-Mercedes  | 1:30.659 |
| Vrije training 2 | 3    | 63  | George Russell  | Mercedes          | 1:31.032 |
| Vrije training 2 | 4    | 16  | Charles Leclerc | Ferrari           | 1:31.045 |
| Vrije training 2 | 5    | 12  | Kimi Antonelli  | Mercedes          | 1:31.227 |
| Vrije training 3 | Pos. | Nr. | Coureur         | Constructeur      | Tijd     |
| Vrije training 3 | 1    | 81  | Oscar Piastri   | McLaren-Mercedes  | 1:31.646 |
| Vrije training 3 | 2    | 4   | Lando Norris    | McLaren-Mercedes  | 1:32.314 |
| Vrije training 3 | 3    | 16  | Charles Leclerc | Ferrari           | 1:32.480 |
| Vrije training 3 | 4    | 63  | George Russell  | Mercedes          | 1:32.827 |
| Vrije training 3 | 5    | 12  | Kimi Antonelli  | Mercedes          | 1:32.916 |

Testcoureurs in vrije training 1:

 Luke Browning (Williams-Mercedes) reed in plaats van Carlos Sainz jr. Hij reed een tijd van 1:34.885 en werd daarmee dertiende.

 Dino Beganovic (Ferrari) reed in plaats van Charles Leclerc. Hij reed een tijd van 1:35.055 en werd daarmee veertiende.

 Felipe Drugovich (Aston Martin Aramco-Mercedes) reed in plaats van Fernando Alonso. Hij reed een tijd van 1:35.198 en werd daarmee zestiende.

 Ryō Hirakawa (Haas-Ferrari) reed in plaats van Oliver Bearman. Hij reed een tijd van 1:35.261 en werd daarmee zeventiende.

 Frederik Vesti (Mercedes) reed in plaats van George Russell. Hij reed een tijd van 1:35.325 en werd daarmee achttiende.

 Ayumu Iwasa (Red Bull Racing-Honda RBPT) reed in plaats van Max Verstappen. Hij reed een tijd van 1:35.475 en werd daarmee negentiende.

## Kwalificatie
Oscar Piastri behaalde de tweede pole position in zijn carrière.
| Pos.                   | Nr. | Coureur           | Constructeur               | Kwalificatietijden | Kwalificatietijden | Kwalificatietijden | Grid |
| Pos.                   | Nr. | Coureur           | Constructeur               | Q1                 | Q2                 | Q3                 | Grid |
| ---------------------- | --- | ----------------- | -------------------------- | ------------------ | ------------------ | ------------------ | ---- |
| 1                      | 81  | Oscar Piastri     | McLaren-Mercedes           | 1:31.392           | 1:30.454           | 1:29.841           | 1    |
| 2                      | 63  | George Russell    | Mercedes                   | 1:31.494           | 1:30.664           | 1:30.009           | 3 *1 |
| 3                      | 16  | Charles Leclerc   | Ferrari                    | 1:31.454           | 1:30.724           | 1:30.175           | 2    |
| 4                      | 12  | Kimi Antonelli    | Mercedes                   | 1:31.415           | 1:30.716           | 1:30.213           | 5 *1 |
| 5                      | 10  | Pierre Gasly      | Alpine-Renault             | 1:31.462           | 1:30.643           | 1:30.216           | 4    |
| 6                      | 4   | Lando Norris      | McLaren-Mercedes           | 1:31.107           | 1:30.560           | 1:30.267           | 6    |
| 7                      | 1   | Max Verstappen    | Red Bull Racing-Honda RBPT | 1:31.303           | 1:31.019           | 1:30.423           | 7    |
| 8                      | 55  | Carlos Sainz jr.  | Williams-Mercedes          | 1:31.591           | 1:30.844           | 1:30.680           | 8    |
| 9                      | 44  | Lewis Hamilton    | Ferrari                    | 1:31.219           | 1:31.009           | 1:30.772           | 9    |
| 10                     | 22  | Yuki Tsunoda      | Red Bull Racing-Honda RBPT | 1:31.751           | 1:31.228           | 1:31.303           | 10   |
| 11                     | 7   | Jack Doohan       | Alpine-Renault             | 1:31.414           | 1:31.245           |                    | 11   |
| 12                     | 6   | Isack Hadjar      | Racing Bulls-Honda RBPT    | 1:31.591           | 1:31.271           |                    | 12   |
| 13                     | 14  | Fernando Alonso   | Aston Martin-Mercedes      | 1:31.634           | 1:31.886           |                    | 13   |
| 14                     | 31  | Esteban Ocon      | Haas-Ferrari               | 1:31.594           | Geen tijd          |                    | 14   |
| 15                     | 23  | Alexander Albon   | Williams-Mercedes          | 1:32.040           | Geen tijd          |                    | 15   |
| 16                     | 27  | Nico Hülkenberg   | Kick Sauber-Ferrari        | 1:32.067 *2        |                    |                    | 16   |
| 17                     | 30  | Liam Lawson       | Racing Bulls-Honda RBPT    | 1:32.165           |                    |                    | 17   |
| 18                     | 5   | Gabriel Bortoleto | Kick Sauber-Ferrari        | 1:32.186           |                    |                    | 18   |
| 19                     | 18  | Lance Stroll      | Aston Martin-Mercedes      | 1:32.283           |                    |                    | 19   |
| 20                     | 87  | Oliver Bearman    | Haas-Ferrari               | 1:32.373           |                    |                    | 20   |
| Q1 107% tijd: 1:37.484 |     |                   |                            |                    |                    |                    |      |
| Bron: formula1.com     |     |                   |                            |                    |                    |                    |      |

*1 George Russell en Kimi Antonelli kregen allebei een gridstraf van één plaats voor een overtreding in de pitstraat in de tweede kwalificatiesessie.

*2 Nico Hülkenberg's tijd van 1:31.998 in de eerste kwalificatiesessie werd na de kwalificatie geschrapt wegens het buiten de baan rijden. Ook zijn tijd gezet tijdens de tweede kwalificatiesessie werd geschrapt. Hierdoor schoof Alexander Albon door naar plaats 15.

## Wedstrijd
Oscar Piastri behaalde de vierde Grand Prix-overwinning in zijn carrière.
| Pos.               | Nr. | Coureur           | Constructeur               | Rondes | Tijd / Oorzaak Uitval | Grid | Punten |
| ------------------ | --- | ----------------- | -------------------------- | ------ | --------------------- | ---- | ------ |
| 1                  | 81  | Oscar Piastri     | McLaren-Mercedes           | 57     | 1:35:39.435           | 1    | 25 S   |
| 2                  | 63  | George Russell    | Mercedes                   | 57     | +15.499               | 3    | 18     |
| 3                  | 4   | Lando Norris      | McLaren-Mercedes           | 57     | +16.273               | 6    | 15     |
| 4                  | 16  | Charles Leclerc   | Ferrari                    | 57     | +19.679               | 2    | 12     |
| 5                  | 44  | Lewis Hamilton    | Ferrari                    | 57     | +27.993               | 9    | 10     |
| 6                  | 1   | Max Verstappen    | Red Bull Racing-Honda RBPT | 57     | +34.395               | 7    | 8      |
| 7                  | 10  | Pierre Gasly      | Alpine-Renault             | 57     | +36.002               | 4    | 6      |
| 8                  | 31  | Esteban Ocon      | Haas-Ferrari               | 57     | +44.244               | 14   | 4      |
| 9                  | 22  | Yuki Tsunoda      | Red Bull Racing-Honda RBPT | 57     | +45.061               | 10   | 2      |
| 10                 | 87  | Oliver Bearman    | Haas-Ferrari               | 57     | +47.594               | 20   | 1      |
| 11                 | 12  | Kimi Antonelli    | Mercedes                   | 57     | +48.016               | 5    |        |
| 12                 | 23  | Alexander Albon   | Williams-Mercedes          | 57     | +48.839               | 15   |        |
| 13                 | 6   | Isack Hadjar      | Racing Bulls-Honda RBPT    | 57     | +56.314               | 12   |        |
| 14                 | 7   | Jack Doohan       | Alpine-Renault             | 57     | +57.806 *1            | 11   |        |
| 15                 | 14  | Fernando Alonso   | Aston Martin-Mercedes      | 57     | +1:00.340             | 13   |        |
| 16                 | 30  | Liam Lawson       | Racing Bulls-Honda RBPT    | 57     | +1:04.435 *2          | 17   |        |
| 17                 | 18  | Lance Stroll      | Aston Martin-Mercedes      | 57     | +1:05.489             | 19   |        |
| 18                 | 5   | Gabriel Bortoleto | Kick Sauber-Ferrari        | 57     | +1:06.872             | 18   |        |
| DNF                | 55  | Carlos Sainz jr.  | Williams-Mercedes          | 45     | Botsingschade         | 8    |        |
| DSQ                | 27  | Nico Hülkenberg   | Kick Sauber-Ferrari        | 57     | +53.472 *3            | 16   |        |
| Bron: formula1.com |     |                   |                            |        |                       |      |        |

S Oscar Piastri reed voor de vierde keer in zijn carrière een snelste ronde.

*1 Jack Doohan eindigde de wedstrijd als veertiende maar kreeg na de wedstrijd een tijdstraf van 5 seconden voor het te vaak buiten de baan rijden.

*2 Liam Lawson eindigde de wedstrijd als dertiende maar kreeg na de wedstrijd een straf van 5 seconden voor het veroorzaken van een botsing met Lance Stroll en nog een extra straf van 10 seconden voor het veroorzaken van een botsing met Nico Hülkenberg.

*3 Nico Hülkenberg eindigde de wedstrijd als dertiende na de straf van Liam Lawson, maar werd gediskwalificeerd vanwege overmatige slijtage aan de bodemplaat van de auto.

## Tussenstanden wereldkampioenschap
Betreft tussenstanden voor het wereldkampioenschap na afloop van de race.

### Coureurs
| Pos. | Nr. | Coureur           | Constructeur               | Punten |
| ---- | --- | ----------------- | -------------------------- | ------ |
| 1    | 4   | Lando Norris      | McLaren-Mercedes           | 77     |
| 2    | 81  | Oscar Piastri     | McLaren-Mercedes           | 74     |
| 3    | 1   | Max Verstappen    | Red Bull Racing-Honda RBPT | 69     |
| 4    | 63  | George Russell    | Mercedes                   | 63     |
| 5    | 16  | Charles Leclerc   | Ferrari                    | 32     |
| 6    | 12  | Kimi Antonelli    | Mercedes                   | 30     |
| 7    | 44  | Lewis Hamilton    | Ferrari                    | 25     |
| 8    | 23  | Alexander Albon   | Williams-Mercedes          | 18     |
| 9    | 31  | Esteban Ocon      | Haas-Ferrari               | 14     |
| 10   | 18  | Lance Stroll      | Aston Martin-Mercedes      | 10     |
| 11   | 10  | Pierre Gasly      | Alpine-Renault             | 6      |
| 12   | 27  | Nico Hülkenberg   | Kick Sauber-Ferrari        | 6      |
| 13   | 87  | Oliver Bearman    | Haas-Ferrari               | 6      |
| 14   | 22  | Yuki Tsunoda      | Red Bull Racing-Honda RBPT | 5      |
| 15   | 6   | Isack Hadjar      | Racing Bulls-Honda RBPT    | 4      |
| 16   | 55  | Carlos Sainz jr.  | Williams-Mercedes          | 1      |
| 17   | 14  | Fernando Alonso   | Aston Martin-Mercedes      | 0      |
| 18   | 30  | Liam Lawson       | Racing Bulls-Honda RBPT    | 0      |
| 19   | 7   | Jack Doohan       | Alpine-Renault             | 0      |
| 20   | 5   | Gabriel Bortoleto | Kick Sauber-Ferrari        | 0      |

### Constructeurs
| Pos. | Constructeur               | Punten |
| ---- | -------------------------- | ------ |
| 1    | McLaren-Mercedes           | 151    |
| 2    | Mercedes                   | 93     |
| 3    | Red Bull Racing-Honda RBPT | 71     |
| 4    | Ferrari                    | 57     |
| 5    | Haas-Ferrari               | 20     |
| 6    | Williams-Mercedes          | 19     |
| 7    | Aston Martin-Mercedes      | 10     |
| 8    | Racing Bulls-Honda RBPT    | 7      |
| 9    | Alpine-Renault             | 6      |
| 10   | Kick Sauber-Ferrari        | 6      |